# ミズスマシ科
ミズスマシ科（ミズスマシか、水澄まし、鼓豆虫）は、コウチュウ目（鞘翅目）にふくまれる甲虫の一群。水面をすばやく泳ぐ小型の水生昆虫で、水面での生活に特化した独特の体のつくりをしている。

## 概要
全世界で800種類ほどが知られる。成虫の体長はどれも数mm-20mmほどの小型の甲虫である。
日本では3属17種類ほどが知られるが、その中でも南西諸島の徳之島、沖永良部島、沖縄本島に分布するオキナワオオミズスマシ Dineutus mellyi (Regimbart, 1882) は体長20mmに達し、世界最大級のミズスマシとされている。なお、九州以北（北海道から九州、対馬、種子島）での最大種は体長10mmほどのオオミズスマシ D. orientalis (Modeer, 1776) である。
成虫の体の上面は光沢のある黒色で、楕円形で腹背に扁平な体型である。触角は短く、6本の脚も全て体の下に隠せる。前脚は細長いが、中脚と後脚はごく短い。複眼は他の昆虫と同様2つだが、水中・水上とも見えるように、それぞれ背側・腹側に仕切られている。
成虫は淡水の水面を旋回しながらすばやく泳ぐ。同様に水面で生活する昆虫にアメンボがいるが、アメンボは6本の脚の先で立ち上がるように浮くのに対し、ミズスマシは水面に腹ばいに浮く。また、アメンボは幼虫も水面で生活するが、ミズスマシの幼虫は水中で生活する。
日中に活動する姿を見ることができるが、流水性のオナガミズスマシ類などは夜行性が強く、夜間にだけ水面に浮上して活動する。成虫は翅を使って飛ぶこともでき、他の水場から独立した水たまりなどにも姿を現す。食性は肉食性で、おもに水面に落下した他の昆虫や、水面で羽化したばかりの水生昆虫の成虫などを捕食する。
幼虫はゲンゴロウの幼虫を小さくしたような外見をしているが、腹部の両脇に鰓が発達し、水面に浮上して空気呼吸する必要がない。幼虫も肉食性で、アカムシなど小型の水生生物を捕食しながら成長する。

## 分類
- Andogyrus 属
- Aulonogyrus 属

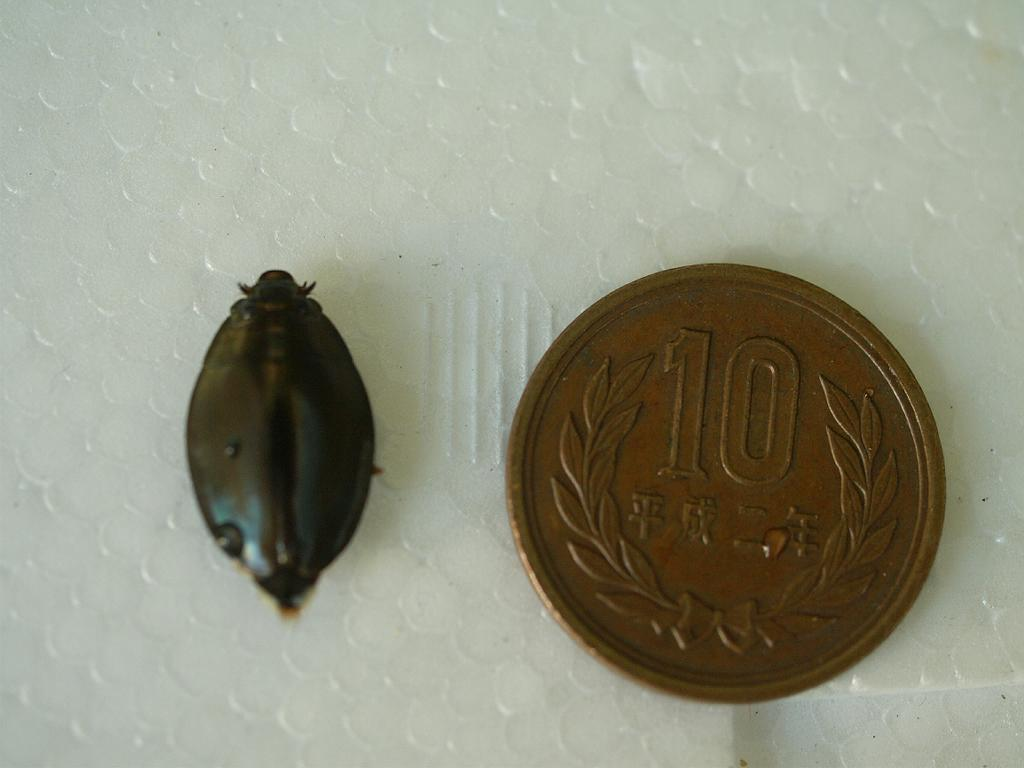
オキナワオオミズスマシ(Dineutus mellyi)

- Dineutus 属 - オオミズスマシ、オキナワオオミズスマシなど
- Enhydrus 属
- Gyretes 属
- Gyrinus 属 - ミズスマシ、コミズスマシ、ヒメミズスマシ、ニッポンミズスマシなど

- Heterogyrus 属
- Macrogyrus 属
- Metagyrinus 属

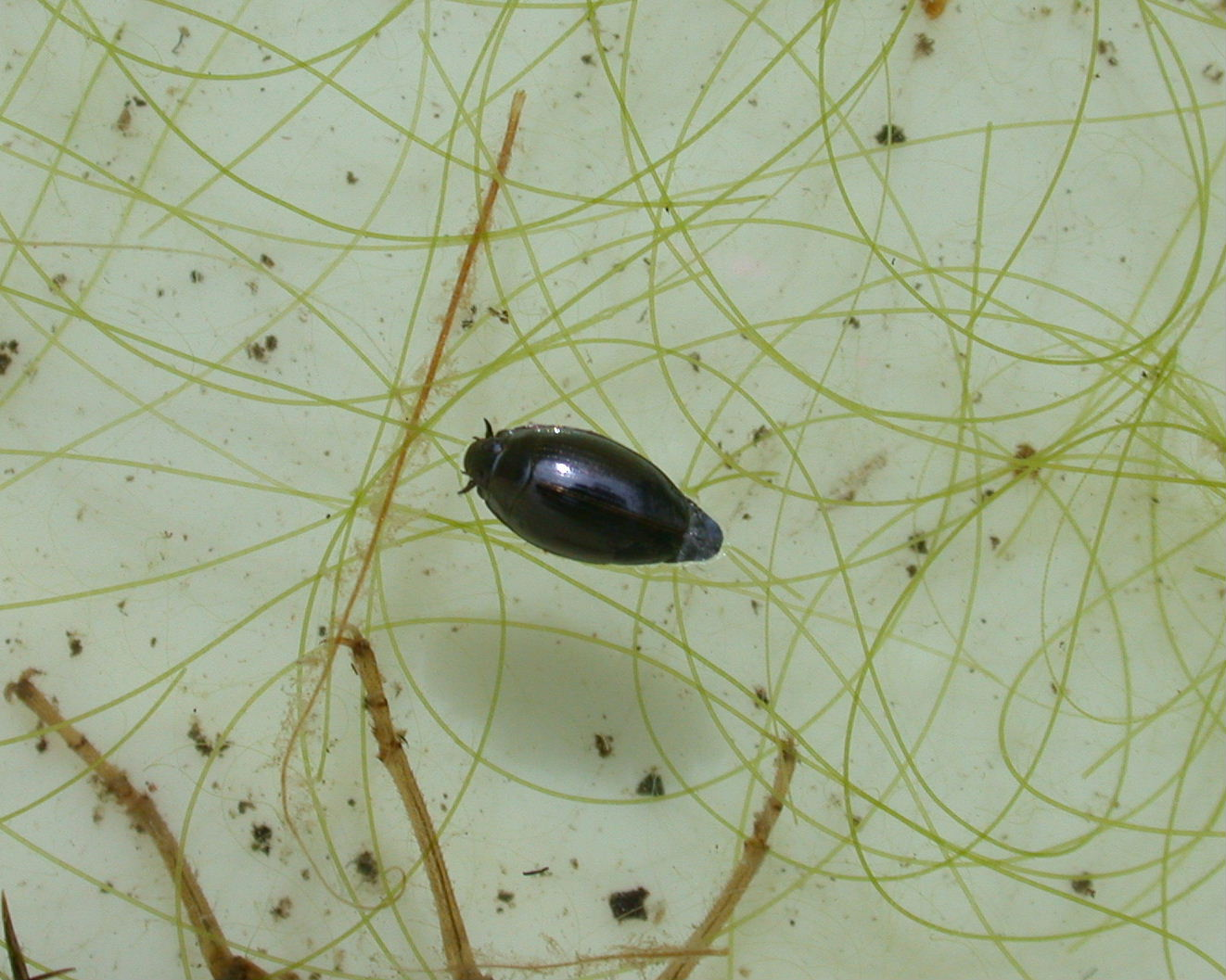
日本産ミズスマシ(Gyrinus japonicus)

- Orectochilus 属 - オナガミズスマシなど
- Orectogyrus 属
- Porrorhynchus 属
- Spanglerogyrus 属